# Corrupção na Argentina
Corrupção na Argentina permanece um problema sério. Argentina sofre há muito tempo com uma corrupção generalizada e endêmica. A corrupção continua sendo um problema grave tanto no setor público quanto no privado, embora o arcabouço legal e institucional de combate à corrupção seja robusto na Argentina.
Em um artigo de 1996 no The New York Times, foi observado que “subornos, comissões ilegais e a corrupção governamental são considerados parte do cotidiano” na Argentina. O suborno e a fraude também são comuns no setor privado, e a falta de transparência nas regulamentações e leis governamentais tem gerado uma crescente incerteza entre os investidores.
O Grupo de Ação Financeira retirou a Argentina de sua “lista cinza” em outubro de 2014, destacando os progressos significativos realizados pelo país na melhoria de sua legislação e procedimentos contra a lavagem de dinheiro e o financiamento ilícito.

## Alcance
No Índice de Percepção da Corrupção de 2023 da Transparency International, a Argentina obteve 37 em uma escala de 0 (“altamente corrupto”) a 100 (“muito limpa”). Ao ser classificada por pontuação, a Argentina ficou em 98º lugar entre os 180 países do índice, sendo que o país classificado em primeiro lugar é considerado o que possui o setor público mais íntegro. Para comparação com as pontuações mundiais, a melhor pontuação foi 90 (classificado em 1º lugar), a média foi 43 e a pior pontuação foi 11 (classificado em 180º lugar). Em comparação com as pontuações regionais, a pontuação mais alta entre os países das Américas foi 76, a média foi 43 e a menor foi 13. Comparando os índices de percepção da corrupção de 2020 e 2021, a Transparency International afirmou sobre a região das Américas que “Caindo quatro pontos em relação ao ano anterior, a Argentina (38) é o país da região que mais declinou. A interferência do Poder Judiciário por autoridades políticas está comprometendo a independência do país e criando uma impressão de impunidade. 2021 também foi caracterizado por abusos de poder durante a pandemia: o esquema discricionário de vacinação (vacinação VIP) para funcionários públicos e seus cúmplices, a contratação e aquisição sem transparência, e o comportamento antiético dos funcionários governamentais.”
A Argentina teve desempenho ainda pior nas classificações de corrupção no Relatório de Competitividade Global 2012–13, publicado pelo Fórum Econômico Mundial. De 152 países pesquisados, a Argentina foi classificada como o 145º país menos corrupto, o que significa que apenas sete países no mundo apresentavam índices de corrupção piores segundo o WEF.
O The Financial Times observou em 2013 que, na Argentina, a corrupção é amplamente considerada “enraizada” e “existe a sensação de que os funcionários públicos são intocáveis”. Em maio de 2013, o sociólogo Atilio Borón lamentou que “o argentino está muito acostumado com a ideia de que os governos são corruptos e não parece surpreso com os atos de corrupção”, afirmando ainda que a corrupção dos políticos, portanto, não impede sua reeleição. “Esta é uma economia que, nos últimos 20 anos, tolerou uma drenagem legal de mais de 160 bilhões de dólares”, acrescentou, “e agora isso está vindo para se vingar”. Um estudo do CIPCE (Centro de Investigação e Prevenção de Crimes Econômicos) concluiu que a corrupção somente no setor público custou à tesouraria nacional cerca de US$ 10 bilhões entre 1980 e 2006.
Um importante jornal argentino, La Nación, editorializou em outubro de 2013 que, embora a corrupção seja um problema grave na Argentina desde a década de 1890, ela tem “aumentado” desde a década de 1990.
Vazamentos de cabos diplomáticos dos Estados Unidos em 2011 revelaram que diplomatas dos Estados Unidos e de diversos outros países ocidentais expressaram profunda preocupação com os atuais níveis de corrupção na Argentina. “Sob a presidência de Cristina Fernández de Kirchner,” informou a Heritage Foundation em 2013, “o respeito pelos mercados e pelo Estado de Direito deteriorou-se e a corrupção explodiu”.
De acordo com a Transparency International, a Argentina possui legislação e instituições suficientes dedicadas à persecução da corrupção no setor público, mas a sua aplicação é altamente inadequada, de modo que “a impunidade continua a prevalecer sobre a integridade”.

## História
Há uma longa tradição de corrupção grave na Argentina. “Desde a independência, há quase 200 anos, a dívida externa da Argentina tem sido fonte de empobrecimento, corrupção e dos maiores escândalos”. Da mesma forma, rumores ou alegações de corrupção têm sido frequentemente divulgados por figuras políticas rivais ou facções em disputa na Argentina como forma de minar os adversários.

### Incidente dos Baring Brothers
O primeiro grande episódio na história da corrupção na Argentina teve início com um empréstimo de 1824 da instituição bancária britânica Baring Brothers, que foi “a líder no financiamento do desenvolvimento econômico da Argentina por mais de sessenta anos e o principal emissor dos empréstimos do país”, com os empréstimos concedidos aos argentinos pelos Baring Brothers totalizando £19,2 milhões no final da década de 1880 (quase US$ 100 milhões). Em agosto de 1888, entretanto, os Baring Brothers não conseguiram colocar £10 milhões em ações e debêntures na Buenos Aires Water Supply & Drainage Company, uma empresa que foi “denunciada como um comedouro para políticos corruptos e capitalistas estrangeiros vorazes”.
A incapacidade dos Baring Brothers de se desfazer desses e de outros ativos argentinos colocou a instituição em grave dificuldade, forçando o Bank of England a organizar um resgate no qual a J.P. Morgan & Co. desempenhou o papel principal. O episódio dos Baring Brothers foi um capítulo importante não apenas na história da economia argentina, mas também na história do mercado de ações global. Segundo uma fonte, “os escândalos envolvendo alegações de corrupção em conexão com o empréstimo prejudicaram tanto Buenos Aires quanto Londres.”

### Miguel Juárez Celman
O presidente Miguel Juárez Celman, que esteve no cargo de 1886 a 1890, chegou à presidência em decorrência de fraude eleitoral. Por meio de uma política conhecida como “Unicato”, Juárez Celman, que se opunha ao sufrágio universal e considerava sempre um erro “consultar o povo”, assumiu o poder absoluto na Argentina, reunindo forças do empresariado e da política de modo a beneficiar ambos às custas do erário. Um jornal inglês da época foi citado descrevendo a corrupção na Argentina da seguinte forma: “Hoje há dezenas de homens no governo que são publicamente acusados de má conduta, que em qualquer país civilizado seriam rapidamente punidos com prisão, e ainda assim nenhum deles foi levado à justiça. Enquanto isso, Celman está livre para desfrutar do conforto de sua fazenda e ninguém pensa em puni-lo.” Juárez Celman foi, contudo, removido do cargo durante a Revolução de 1890, em meio a alegações de corrupção.

### A Década Infame
O período entre 1930 e 1943, iniciado quando o general José Félix Uriburu chegou ao poder no golpe de 1930, ficou conhecido como a Década Infame devido ao elevado grau de corrupção envolvendo empresários, o partido governante da Concordância e seus opositores. Esse período foi marcado por fraude eleitoral, perseguição a opositores políticos e corrupção governamental em geral. O principal escândalo da época centrou-se na CHADE (Companía Hispano Argentina de Electricidad), fornecedora de energia elétrica, cujo suborno de funcionários era tão flagrante que os receptores dos subornos passaram a ser chamados de “chadístas”. Outro caso amplamente noticiado na época foi o do presidente (orador) da Câmara dos Deputados da Argentina, Juan Kaiser, que renunciou em 1940 após revelações de que lucrara com a venda de 23 hectares (57 acre(s)s) de terra do Exército no subúrbio nobre de El Palomar.

#### "Promotor da Nação"
Lisandro de la Torre, que foi senador na década de 1930, ganhou o apelido de “Promotor da Nação” pela investigação que liderou sobre o comércio de carne argentina, marcado pela corrupção, em 1935. Durante a investigação, um discípulo de de la Torre, Enzo Bordabehere, foi assassinado por Ramón Váldez Cora, que se acreditava estar determinado a matar o próprio de la Torre.

### Juan Perón
Brink Lindsey, do The Wall Street Journal, observou que, antes de Perón assumir o poder (Perón governou a Argentina de 1946 a 1955 e, novamente, de 1973 a 1974), os juízes da Suprema Corte argentinos sofriam pouca interferência política, chegando a ter, em média, 12 anos de mandato no início da primeira administração peronista de 1946.
Desde 1946, conforme escreveu Lindsey, “tudo desandou”, com a Suprema Corte “reduzida a um fantoche do poder executivo”. Em 1950, conforme relatado por uma fonte, “o boom das exportações no pós-guerra da Argentina diminuiu, enquanto a inflação e a corrupção cresceram”. Perón foi depôs em setembro de 1955 por um golpe militar; contudo, embora cerca de 2.000 funcionários peronistas tenham sido detidos, apenas 167 foram acusados de qualquer crime (seja por corrupção ou outros delitos), mesmo com confissões extraídas sob coação, e, no fim, nenhum foi condenado.
Um dos legados marcantes de Perón foi a ascensão da CGT, uma central sindical, que se manteve entre as instituições mais poderosas do país mesmo após sua deposição. A CGT diversificou seus recursos crescentes por meio do banco de investimento via o Banco Sindical, do seguro cativo e do mercado imobiliário, de modo que, em 1965, as contribuições sindicais correspondiam a apenas um terço da receita da CGT. Embora esses lucros financiassem uma série de benefícios generosos para a base, um balanço financeiro próspero também fomentou, cada vez mais, a corrupção entre os dirigentes sindicais. Muitos solicitavam subornos dos empregadores utilizando a ameaça de paralisação, e um deles – o dirigente da União Comercial, Armando March – foi condenado em 1969 por desfalque de até US$ 30 milhões das contas do sindicato ao longo da década.

### Isabel Perón e a Triple A
Perón retornou à Argentina em 1973 e faleceu no cargo um ano depois. Sua viúva e sucessora, Isabel Perón, foi deposta em um golpe de março de 1976 em meio a um caos político e econômico crescente, bem como a investigações no Congresso sobre acusações de desvio de fundos contra ela. Dois meses após o golpe, ela foi indiciada pelo uso, em 1975, de cerca de um milhão de dólares do fundo de caridade Cruzada de Solidaridad para resolver uma disputa de inventário com a família da falecida Eva Duarte.
A Aliança Anticomunista Argentina (Triple A), um esquadrão da morte que reivindicou entre 1.100 e 2.000 vidas, atingiu o auge de sua influência durante o mandato de Isabel Perón. Organizada em 1973 pelo secretário de Perón, José López Rega, foi amplamente financiada com recursos desviados do Ministério de Assistência Social (para o qual López Rega foi nomeado Ministro). Alguns dos dirigentes da Triple A – notadamente Rodolfo Almirón, Aníbal Gordon e Raúl Guglielminetti – perpetraram diversos sequestros por resgate de alto perfil nos anos seguintes, contando com a cooperação tanto de quadrilhas criminosas, como a família Puccio, quanto de elementos dissidentes nas polícias e nos serviços de inteligência.

### Montoneros e David Graiver
O principal inimigo da Triple A na época, o grupo terrorista de extrema-esquerda Montoneros, ceifou até 1.000 vidas entre 1970 e sua eliminação em 1976. O grupo também foi responsável por diversos sequestros por resgate de alto perfil, destacando-se o de Jorge e Juan Born, ocorrido em setembro de 1974. Os irmãos Born, diretores do que era então um dos maiores conglomerados da Argentina (Bunge y Born), pagaram US$ 60 milhões por sua libertação em junho de 1975, estabelecendo um recorde mundial na época. Pelo menos US$ 14 milhões desses recursos foram lavados por David Graiver, um empreendedor do setor imobiliário. Graiver fugiu da Argentina em 1975 e estabeleceu-se em Manhattan, de onde adquiriu participação controladora em diversas instituições bancárias nos Estados Unidos e em outros países. Ele supostamente morreu em um acidente aéreo nas proximidades de Acapulco em agosto de 1976, deixando, contudo, US$ 45 milhões em dívidas incobráveis que culminaram no colapso do American Bank & Trust – a quarta maior falência bancária na história dos EUA à época. O procurador distrital Robert Morgenthau demonstrou ceticismo quanto à morte de Graiver no acidente, e o indiciou pelo colapso do American Bank & Trust; os bancos de Graiver na Argentina e em outros lugares também faliram. O juiz de Nova York, Arnold Fraiman, acabou decidindo, em janeiro de 1979, que Graiver estava falecido, embora com ressalvas.

### Junta militar
Posteriormente, a Argentina foi governada por sete anos por uma ditadura de direita que instaurou um regime de terror. O general Jorge Videla, que foi ditador da Argentina de 1976 a 1981, presidiu a maior parte dos abusos da Guerra Suja, incluindo extensos sequestros e torturas, milhares de desaparecimento forçados, os assassinatos de aproximadamente 13.000 a 30.000 dissidentes e inimigos políticos e de suas famílias em centros de detenção secretos, além do sequestro e comercialização de cerca de 500 bebês nascidos nesses locais. Seus bens eram frequentemente apreendidos sem o devido processo por meio de uma agência criada para esse fim, denominada CONAREPA (Comissão Nacional de Reparações), que havia liquidado cerca de US$ 200 milhões em valores desviados até ser extinta em 1983.
A Guerra Suja também serviu de cobertura para inúmeros sequestros por resgate, que continuaram mesmo após o retorno da democracia em 1983 por parte de alguns dos mesmos oficiais. O diretor do Batalhão 601, unidade de Inteligência do Exército de onde se originaram a maioria desses sequestros por resgate, foi o rigoroso general Guillermo Suárez Mason. Sua nomeação como chefe da YPF em 1981 foi seguida por um período de grave má administração na estatal petrolífera. Ele instalou muitos de seus colegas da inteligência militar em cargos gerenciais, e estes, por sua vez, desviaram grandes quantidades de combustível para a empresa recém-criada pelo diretor, Sol Petróleo – uma sociedade fictícia utilizada por Suárez Mason e seus indicados para desfalque e para desviar recursos aos Contras e à organização fascista P2, da qual Suárez Mason fazia parte. As dívidas da YPF aumentaram 142 vezes durante o mandato de Suárez Mason, culminando em um prejuízo de US$ 6 bilhões em 1983.
O golpe de 1976 inaugurou o que se tornaria a onda de corrupção mais onerosa e significativa na Argentina até aquele momento. O ministro da Economia durante a maior parte da ditadura, José Alfredo Martínez de Hoz, implementou políticas duplas de anti-trabalhismo e de desregulamentação financeira que interromperam o desenvolvimento industrial e a mobilidade social ascendente, enquanto aumentavam drasticamente o endividamento do país. A produção industrial caiu 20%, os salários reais reduziram-se em pelo menos 36% e a dívida pública saltou de US$ 8 bilhões para US$ 45 bilhões; Até 1983, somente os encargos de juros alcançaram US$ 6,5 bilhões, criando uma crise na balança de pagamentos que debilitou a economia por anos.
Enquanto os déficits orçamentários crônicos (agravados durante a ditadura pelo aumento da evasão fiscal e dos gastos militares) representavam cerca de metade da nova dívida, o restante originou-se da desregulamentação bancária promulgada em 1977 e de um mecanismo de correção gradual (conhecido em inglês como “crawling peg”) implementado em 1978, que em 1980 fez do peso ley uma das moedas mais supervalorizadas do mundo. Pelo menos US$ 20 bilhões, emprestados por particulares a bancos estrangeiros em apenas dois anos, foram enviados para bancos no exterior até 1981, dos quais cerca de US$ 15 bilhões foram absorvidos pela dívida pública no ano seguinte. O custo total desses resgates atingiu US$ 23 bilhões até serem contidos em 1985. Esses custos incluíram resgates para duas empresas nas quais Martínez de Hoz era o principal acionista: a insolvente companhia elétrica CIADE (US$ 395 milhões) e a siderúrgica Acindar (US$ 649 milhões). Pelo menos um subordinado de Martínez de Hoz que se opôs ao resgate da CIADE (Juan Carlos Casariego) integrou as fileiras dos desaparecidos em 1977.
Após a revogação, em 2006, pelo juiz Norberto Oyarbide, da imunidade que protegia os funcionários civis da ditadura contra persecução (Martínez de Hoz era o civil de mais alta patente), o ex-ministro da Economia foi formalmente acusado de ordenar o sequestro extorsivo dos industriais têxteis Federico e Miguel Gutheim em 1976, bem como do banqueiro Eduardo Saiegh em 1981. Martínez de Hoz retornou ao setor bancário em anos posteriores e foi multado em US$ 5 milhões por seu papel no fracasso de US$ 170 milhões do Banco General de Negocios em 2002. Ele foi colocado em prisão domiciliar em 2010 e faleceu em 2013.
A ditadura acabou convocando eleições e entregando o poder, embora não sem antes prejudicar ainda mais a posição internacional da Argentina com a desastrosa Guerra das Malvinas em 1982. A guerra, por si só, tornou-se pano de fundo para a corrupção quando, no auge do breve conflito em maio de 1982, foi organizado um Fundo Patriótico para beneficiar as tropas mal equipadas na frente das Malvinas. A teleton de 9 de maio da Argentina Televisora Color e outros esforços de arrecadação totalizaram US$ 54 milhões em doações (incluindo 141 quilogramas (310 lb) de ouro) até o momento em que os militares argentinos se renderam, cinco semanas depois. A maioria das doações nunca cumpriu seu propósito: o dinheiro e o ouro foram, em sua maior parte, utilizados pelo Banco Central para compensar os custos da guerra; as doações de alimentos e roupas foram impedidas de chegar às tropas devido aos combates; e uma porcentagem significativa permaneceu sem prestação de contas. O único doador que conseguiu processar para reaver sua doação (o viticultor Renato Vaschetti) constatou que os três quilos de ouro devolvidos a ele em 1984 haviam sido carimbados por um banco suíço.
Videla, condenado por homicídios, sequestro, tortura e outros crimes, foi sentenciado à prisão perpétua, tendo sido perdoado pelo presidente Menem em 1989. O perdão de Menem foi declarado inconstitucional por iniciativa do presidente Néstor Kirchner em 2006. Videla retornou à prisão em 2012, onde faleceu no ano seguinte.

### Raúl Alfonsín
Embora Raúl Alfonsín, que foi presidente de 1983 a 1989, tenha conquistado reconhecimento internacional pelas reformas de direitos humanos, por iniciar o Julgamento das Juntas em 1985 e por combater a corrupção, o empresariado e o governo argentinos continuaram marcados por uma corrupção severa durante seu mandato. O Banco Central foi fraudado em 1986 pelo Banco Alas (na época, o 13º maior da Argentina) em US$110 milhões em crédito à exportação; e o Diretor da Aduana Nacional de Alfonsín, Juan Carlos Delconte, foi condenado a 10 anos de prisão em 1998 por contrabando agravado, uma década depois de ter sido descoberto que ele operava um sistema secreto de "aduana paralela".

### Carlos Menem
Alegações de corrupção circularam durante os dois mandatos de Carlos Menem como presidente (1989–99). Supostamente, Menem "utilizou os recursos provenientes das privatizações para fortalecer seu círculo interno e a máquina clientelista peronista corrupta atuante em nível provincial." Ele "permitiu que os governos provinciais e municipais contraíssem empréstimos, contribuindo assim para o aumento da dívida nacional, o que viria a agravar a grave crise financeira anos depois, levando à queda do Presidente De La Rúa."

#### Swiftgate (1990)
Quando o embaixador dos EUA na Argentina, Terence Todman, informou ao governo argentino em 1990 que o assessor e genro de Menem, Emir Yoma, havia solicitado um suborno da empresa americana de processamento de carnes Swift, isso desencadeou um escândalo conhecido como Swiftgate. O escândalo resultou nas renúncias de Yoma, do Ministro da Economia Antonio Érman González, e de outros funcionários em janeiro de 1991. O denunciante, o economista Guillermo Nielsen, teve de se mudar para o Uruguai devido a ameaças.

#### Yomagate (1991)
Uma operação de tráfico de cocaína revelada em 1991 envolveu o envio de grandes quantias de dinheiro proveniente do tráfico de drogas de New York City para a Argentina, onde era lavado por meio da compra de imóveis, joias ou empresas, ou desviado para o Uruguay. Amira Yoma, que esteve no centro do escândalo, era secretária de Menem e sua cunhada, e foi eventualmente absolvida de todas as acusações.

#### Domingo Cavallo e Alfredo Yabrán
O Ministro da Fazenda de Menem, Domingo Cavallo, "construiu sua reputação combatendo a corrupção dentro das agências governamentais e das indústrias privatizadas", relatou o The New York Times em 1996. Como resultado, ele se tornou "impopular dentro do Governo" e "discutiu publicamente" com Menem. Cavallo acusou o empresário Alfredo Yabrán em 1995 de ser uma espécie de chefe da máfia que gozava de proteção política e judicial, que secretamente comandava diversas grandes empresas de transporte e segurança, incluindo o Correo OCA (que administrava 30% do mercado postal argentino), e cujas empresas estavam envolvidas no tráfico de drogas e armas, além de lavagem de dinheiro. Após o assassinato de José Luis Cabezas, fotojornalista que investigava Yabrán, em 1997, ficou demonstrado que Yabrán mantinha conexões nos mais altos escalões do governo e havia comprado uma mansão para Menem. Yabrán foi encontrado morto em 1998, em um suposto suicídio – embora alguns observadores questionassem se ele, de fato, teria se suicidado, e outros duvidassem que o corpo pertencesse a ele. Contudo, não houve relatos de avistamentos e os testes de DNA no cadáver confirmaram que pertencia a Yabrán.

#### María Julia Alsogaray
María Julia Alsogaray, filha do proeminente político conservador Álvaro Alsogaray, foi nomeada por Menem para supervisionar várias das privatizações realizadas de 1989 a 1991. Seu papel nessas negociações resultou na venda dessas empresas estatais por uma fração do seu valor contábil declarado. O mandato de Alsogaray na Secretaria de Meio Ambiente, cargo elevado a ministério em 1991 pelo presidente, também foi marcado por diversos escândalos. Entre eles, a manipulação de licitações para a reforma do Palácio Haedo (sede da secretaria) e, especialmente, um plano de 1993 para descontaminar o Riachuelo (um curso d'água fortemente poluído na zona industrial sul de Buenos Aires). Alsogaray obteve um empréstimo de US$250 milhões do BID para tal fim; contudo, US$150 milhões foram destinados a projetos sociais não relacionados, seis milhões foram perdidos em multas do BID, US$90 milhões nunca foram alocados, e apenas um milhão foi utilizado na limpeza efetiva. Ao deixar o cargo com a saída de Menem em 1999, transações financeiras em seu nome totalizando mais de US$200 milhões passaram a ser alvo de escrutínio, e Alsogaray foi, por fim, condenada por desvio de fundos públicos em 2004. Ela foi condenada a três anos de prisão e cumpriu 21 meses, tornando-se a única funcionária da administração Menem a cumprir pena de prisão.

#### Privatizações (1990–94)
As privatizações foram vistas pelo Banco Mundial e pelo FMI na década de 1990 como a solução preferencial para países em desenvolvimento, como a Argentina, superarem a crise da dívida. Assim, a administração Menem obteve poderes especiais do Congresso, que promulgou nova legislação logo após sua posse em 1989, autorizando a venda de cerca de 300 empresas estatais por US$24 bilhões. Os recursos obtidos foram, em grande parte, destinados ao pagamento e à monetização da dívida externa de US$65 bilhões (90% dos quais foram constatados em uma auditoria do Ministério da Economia de 1984 como fraudulentos). Os US$31 bilhões em Brady Bonds emitidos para esse fim aprofundaram a crise da dívida, pois, embora a Argentina os servissem pelo valor nominal, os títulos normalmente eram negociados com grande desconto.
Grandes aumentos nas tarifas dos serviços públicos, somados a marcos regulatórios frágeis e à renegociação constante dos contratos de concessão, geraram lucros desproporcionais para as empresas privatizadas. Entre 1993 e 2000, as 200 maiores empresas da Argentina acumularam US$28,4 bilhões em lucros, dos quais 56,8% foram auferidos por empresas privatizadas e 26,3% por firmas ligadas a elas. Os preços e salários ficaram praticamente congelados na Argentina de 1995 a 2001; porém, as tarifas dos serviços públicos aumentaram conforme a inflação nos EUA, constituindo uma fonte adicional de receita para as empresas privatizadas. A vinculação das tarifas dos serviços públicos ao índice inflacionário dos EUA permitiu que as empresas privatizadas embolsassem US$9 bilhões até 2000. Ademais, as firmas privatizadas enviaram 70% dos seus lucros para o exterior, sem pagar as taxas anuais de concessão nem realizar todos os investimentos estipulados pelos contratos. As empresas também importaram grandes quantidades de insumos e produtos fabricados por companhias associadas, contraindo pesadas dívidas comerciais em dólares, violando uma lei que as obrigava a priorizar produtos argentinos nas compras.

#### Escândalo IBM (1995–98)
Alegou-se, em 1995, que a IBM-Argentina pagara US$37 milhões em comissões ilegais e subornos em 1993 para conquistar um contrato de US$250 milhões com o Banco de la Nación, gerido pelo governo. Em 1998, foram expedidos mandados de prisão para quatro ex-executivos da IBM, e o juiz Angelo Bagnasco imputou a dez pessoas crimes, incluindo a um ex-presidente do Banco de la Nación e ao ex-CEO e ex-diretor operacional da IBM-Argentina. O New York Times observou em 1996 que, seis meses após as revelações iniciais, o escândalo da IBM "ainda figurava na primeira página na Argentina, com novas revelações surgindo quase semanalmente, maculando a reputação de honestidade da gigante da computação aqui." Em 2000, a IBM foi condenada pela Securities and Exchange Commission dos EUA a pagar uma multa civil de US$300.000. Paralelamente, a IBM esteve envolvida em contratos no bid adjudicados pelo diretor da Seguridade Social, Arnaldo Cisilino, o que posteriormente resultou na acusação deste por fraude em 1998.

#### Negócio de envio de armas e outros escândalos de Menem
Menem foi finalmente preso em 2001 "por seu suposto papel em um negócio ilegal de envio de armas", envolvendo a exportação, em tempo de guerra, de armas para a Croácia e para o Equador em 1991 e 1996, apenas para ser libertado "após cinco meses de prisão domiciliar... pelo seu Supremo Tribunal escolhido a dedo." Após sua libertação, Menem e sua segunda esposa, Cecilia Bolocco, mudaram-se para o Chile, de onde as autoridades argentinas buscaram sua extradição para enfrentarem acusações de desvio de fundos. Após os mandados de prisão serem cancelados, Menem e sua família retornaram à Argentina em dezembro de 2004. O caso da explosão de Río Tercero de 1995, que matou sete pessoas e que os promotores acreditavam estar ligado ao escândalo da venda de armas para a Croácia/Equador, também foi encerrado em 2006 sem acusações.

#### Siemens case (2011)
A Comissão de Valores Mobiliários da Argentina (CNV) imputou a ex-executivos da Siemens acusações de terem subornado dois presidentes argentinos consecutivos – Carlos Menem e Fernando de la Rúa – com US$100 milhões para assegurar um contrato para a produção de carteiras de identidade nacionais de US$1 bilhão. Kurtz concluiu: "Se a federação de futebol lava dinheiro, se 13.000 policiais podem ser presos por crimes, e se 60% dos argentinos em uma pesquisa nacional acreditam que podem pagar aos agentes da lei para evitar infrações, os problemas desta sociedade podem ser mais profundos do que meros ajustes tecnocráticos."

#### Fernando de la Rúa
Fernando de la Rúa, presidente da Argentina de 1999 a 2001, foi investigado em 2006, juntamente com vários membros de sua administração, por irregularidades financeiras e malversação ocorridas durante seu mandato, supostamente envolvendo bancos internacionais como Credit Suisse, First Boston Corporation, HSBC Bank Argentina, JP Morgan Securities e Salomon Smith Barney. As acusações referiam-se ao Megacanje de 2001 negociado entre o Ministro da Economia Domingo Cavallo e os referidos bancos. Cavallo tentou evitar o calote oferecendo aos detentores de títulos uma troca, na qual títulos de prazo mais longo e com juros mais altos seriam trocados por títulos com vencimento em 2010. O Megacanje foi aceito pela maioria dos investidores (particularmente pelos bancos, que o utilizaram para eliminar títulos que depreciavam rapidamente), atrasando até US$30 bilhões em pagamentos que teriam vencido até 2005; mas também somando US$38 bilhões em juros ao longo dos anos seguintes, e dos US$82 bilhões em títulos que eventualmente tiveram que ser reestruturados, 60% foram emitidos durante o megacanje de 2001. Ele e o presidente de la Rúa foram indiciados em 2006 por malfeasance in public office relacionados ao Megacanje, mas foram absolvidos de todas as acusações em 2014.

#### Néstor Kirchner
Néstor Kirchner, então governador da Província de Santa Cruz, e sua esposa, a congressista Cristina Kirchner, "fizeram lobby intensamente e com sucesso junto ao presidente Carlos Menem em 1992 para vender a empresa estatal de petróleo YPF". Após sua privatização em 1993, o governo federal pagou à Província de Santa Cruz US$654 milhões em royalties antigos devidos pela YPF (subtraído um débito fiscal de US$100 milhões). O governador Kirchner transferiu os fundos para o Credit Suisse e outros bancos estrangeiros em 2001. Kirchner tornou-se presidente em 2003 e comprometeu-se a repatriar os fundos. Em meio a atrasos, foi ajuizada uma ação civil contra Kirchner em 2004; contudo, ela foi arquivada em 2005 pelo juiz, que era genro de Kirchner. Uma investigação de 2006 constatou que, dos US$520 milhões do fundo, US$390 milhões permaneciam no Credit Suisse. O governador de Santa Cruz, Daniel Peralta, anunciou em 2008 que US$554 milhões haviam sido repatriados.

## Cristina Kirchner
Cristina Fernández de Kirchner atualmente enfrenta algumas das acusações de corrupção mais graves desde o retorno da democracia em 1983.

#### Escândalo da Mala (2007)
Outro caso de origem estrangeira é o de Guido Alejandro Antonini Wilson, um membro autodeclarado do séquito de Hugo Chávez, que chegou à Argentina em agosto de 2007 em um voo particular pago por funcionários estatais argentinos e venezuelanos. Wilson transportava US$790.550 em dinheiro, que não declarou e que a polícia apreendeu na chegada. Poucos dias depois, Wilson, venezuelano-americano e amigo próximo de Chávez, foi convidado para uma cerimônia de assinatura envolvendo Kirchner e Chávez na Casa Rosada. Posteriormente, ele foi preso por acusações de lavagem de dinheiro e contrabando, sendo comprovado que o dinheiro deveria ser entregue aos Kirchner como uma contribuição clandestina para o fundo de campanha de Fernández.

#### Caso Skanska (2007)
Em 2007, o juiz federal Guillermo Montenegro liderava uma investigação sobre subornos supostamente pagos pela empresa sueca Skanska a ex-funcionários do governo envolvidos em um projeto de gasoduto, e Carlos Stornelli atuava como promotor no caso, quando ambos receberam ofertas de emprego que foram vistas como uma tentativa do governo de paralisar a investigação. Montenegro recebeu uma oferta do prefeito eleito de Buenos Aires, Mauricio Macri, para integrar seu gabinete como Ministro da Segurança e Justiça, enquanto o vice-presidente ofereceu a Stornelli um cargo como Ministro da Segurança na Província de Buenos Aires. Se ambos aceitassem as ofertas, a investigação e a acusação do caso Skanska ficariam paralisadas por um ano.

#### Encontro do Ombudsman com o embaixador dos EUA (2008)
Um cabo divulgado em abril de 2008 revelou que o embaixador dos EUA na Argentina, Earl Anthony Wayne, havia se encontrado com o Ombudsman Nacional da Argentina, Dr. Eduardo Mondino, que lhe informou sobre "um caso que ele está investigando envolvendo possível corrupção relacionada a comissões cobradas em transações contratuais do governo, cujos recursos estão sendo depositados em um banco dos EUA."

#### Caso Bendini (2008)
O Chefe do Estado-Maior do Exército, Roberto Bendini, renunciou em setembro de 2008 após a decisão de um Tribunal de Recursos de prosseguir com acusações contra ele por "peculado", ou seja, a apropriação indevida de fundos. Bendini havia sido promovido em detrimento de generais de patente superior por Kirchner, apesar da aparente falta de confiança da Ministra da Defesa Nilda Garré nele. Ele foi descrito como operando uma conta bancária "paralela", para a qual desviava grandes quantias de dinheiro público.

#### Francisco de Narváez (2009–13)
O deputado Francisco de Narváez, um membro de destaque do caucus Peronista Federal de centro-direita, foi descoberto em 2009 por ter feito inúmeras ligações de seu telefone celular para Mario Segovia, o "rei da efedrina" (cujo uso recreativo é ilegal na Argentina). Intimado pelo juiz Federico Faggionato Márquez, de Narváez inicialmente anunciou que renunciaria ao Congresso, mas depois retratou-se, alegando que um trabalhador rural sob seu emprego usou seu telefone para fazer as ligações em questão. O sucessor de Faggionato Márquez, o juiz Adrián González Charvay, arquivou o caso em 2010. Ele também foi alvo de críticas após declarar uma renda tributável de 670.000 pesos em 2008 (cerca de US$200.000) em comparação com 70 milhões de pesos em isenções, 30 milhões em presentes inter vivos para seus filhos e outros 30 milhões em despesas pessoais. Assim, sua responsabilidade tributária foi estimada em pelo menos 100 vezes o que efetivamente pagou, e em 2010 foi imposto um tax lien sobre seus bens no valor de 87 milhões de pesos (US$22 milhões na época). Outro caso significativo – a falha do grupo La Rural-Ogden (do qual de Narváez é sócio) em reembolsar um empréstimo de US$106 milhões do Banco de la Provincia de Buenos Aires – expirou por prescrição em 2013.

#### Caso de propriedade em Santa Cruz (2011)
Um dos cabos vazados menciona uma investigação de membros da administração Kirchner e de seus aliados empresariais na província de Santa Cruz. A investigação concentrou-se na compra e revenda, com lucros massivos, de grandes extensões de terra pública por quase cinquenta políticos e empresários de alto escalão durante os últimos anos de Néstor Mendez como prefeito de El Calafate, de 1995 a 2007. Em março de 2011, a investigação sobre esse caso estava sendo conduzida pela promotora Natalia Mercado, sobrinha dos Kirchner.

#### Caso Shared Dreams (2011)
Em um artigo de 2011 intitulado "Corrupção na Argentina", The Economist observou que Shared Dreams, o braço social da respeitada Associação das Mães da Plaza de Mayo, havia se enredado em corrupção. Concedidos US$45 milhões de fundos públicos para construir moradias para os pobres, o grupo contratou a Meldorek, uma empresa de propriedade de Sergio Schoklender, que havia sido preso por 14 anos pelo assassinato de seus pais, e que, segundo outros contratantes, "cobrava o dobro da taxa de mercado para a construção de casas." Após a saída de Schoklender da empresa, os tribunais começaram a "investigar alegações de fraude, lavagem de dinheiro e enriquecimento ilícito." The Economist observou que a proximidade da presidente Fernández com a Associação das Mães corria o risco de "se tornar uma vergonha".

#### Caso Siemens (2011)
A Comissão de Valores Mobiliários da Argentina (CNV) imputou a ex-executivos da Siemens acusações de terem subornado dois presidentes argentinos consecutivos – Carlos Menem e Fernando de la Rúa – com US$100 milhões para assegurar um contrato para a produção de carteiras de identidade nacionais de US$1 bilhão.

#### Ralph Lauren (2013)
Em abril de 2013, Ralph Lauren pagou US$1,6 milhão à SEC para resolver alegações de que subornara funcionários da alfândega argentina com US$580.000 em dinheiro entre 2004 e 2009 "para obter, de maneira imprópria, a documentação necessária para a liberação aduaneira de mercadorias; permitir a liberação de itens sem a documentação necessária e/ou a liberação de itens proibidos; e, por vezes, para evitar a inspeção por completo."

#### Contratos municipais de Buenos Aires (2013)
O grupo de vigilância cívica Poder Ciudadano expressou preocupação com a Lei de Contratações Públicas de Buenos Aires, aprovada em novembro de 2013 pela Legislatura da Cidade de Buenos Aires, e instou que fosse vetada pelo prefeito Mauricio Macri, que promoveu e assinou o projeto. A preocupação era de que as leis, que tratam dos contratos do governo municipal, reduzissem a transparência e eliminassem os mecanismos de controle, promovendo assim a corrupção.</ref> O Poder Ciudadano também denunciou o processo licitatório e o serviço de gestão de resíduos municipais (representando 20% do orçamento da cidade) por sua falta de fiscalização em um relatório de 2013. O prefeito Macri, eleito em 2007, privatizou inúmeros serviços municipais e fez uso sem precedentes de subcontratados na construção de obras públicas; os gastos com contratos municipais alcançaram US$500 milhões em 2013, de um orçamento de US$8,8 bilhões. Entre os contratos mais controversos estão os da construção, em 2013, das faixas exclusivas para ônibus do Metrobus na Avenida 9 de Julio, que custaram 166 milhões de pesos (US$30 milhões na época) para 3 quilômetros (1,9 mi) de faixa, enquanto rotas concluídas em 2012 custavam entre 2,5 e 5,3 milhões de pesos (US$0,5-1,1 milhão) por quilômetro. Uma controvérsia semelhante surgiu com a compra, em 2011, de 178.000 netbooks escolares por US$274 milhões da PRIMA S.A., uma subsidiária do Grupo Clarín (o grupo de mídia mais influente do país). O contrato gerou um price premium de US$185 milhões para a PRIMA, com base em uma compra similar realizada naquele ano pela UTN. Documentos relacionados ao contrato foram requisitados em 2013 no âmbito de uma investigação por lavagem de dinheiro envolvendo os escritórios argentinos do JP Morgan Chase; a PRIMA é uma das 15 subsidiárias do Grupo Clarín incluídas no caso. As leis de acesso à informação na Argentina permitem acesso a todos os registros de contratos públicos; contudo, até 2013, de 500 solicitações apresentadas na Prefeitura de Buenos Aires, menos de 10% foram respondidas.

#### Boudougate (2010–13)
A Administração Federal de Ingresos Públicos (AFIP) solicitou que a gráfica Ciccone Calcográfica se declarasse falida em julho de 2010, mas dois meses depois, após a Ciccone ter recebido 2,3 milhões de pesos (US$600.000) do Fondo Antiguo – uma sociedade de fachada cujo representante, Alejandro Vandenbroele, passou a ser presidente da Ciccone –, a AFIP retirou sua solicitação e, por ordem do então Ministro da Economia, Amado Boudou, permitiu que a Ciccone refinanciasse suas dívidas. Depois que Laura Muñoz, ex-esposa de Vandenbroele, acusou publicamente que ele era um intermediário para Boudou, este negou a acusação, mas em abril de 2012 uma investigação judicial revelou que Vandenbroele havia pago o aluguel de um apartamento pertencente a Boudou. Membros do Congresso tentaram, sem sucesso, impeachar Boudou. Em setembro de 2013, um Tribunal Federal permitiu que Boudou solicitasse o arquivamento das acusações. Apesar do escândalo, o Banco Central da Argentina contratou a Ciccone em março de 2012 para imprimir cédulas.

#### Caso Lázaro Báez (2013)
Um escândalo massivo e complicado que emergiu gradualmente ao longo de grande parte de 2013 concentrou-se na relação dos Kirchner com o empreiteiro de obras públicas Lázaro Báez, um amigo de longa data e sócio de negócios dos mesmos, cujas empresas receberam inúmeros contratos de obras públicas durante as presidências dos Kirchner. O jornalista Jorge Lanata, em episódios sucessivos de seu aclamado programa dominical de assuntos públicos "Periodismo para todos" ("Jornalismo para Todos"), apresentou inúmeras alegações acerca de Báez e de Fernández.
Lanata afirma que Báez aparentava canalizar o dinheiro dos contribuintes de seus contratos governamentais de volta para os Kirchner na forma de pagamentos de aluguel por quartos em hotéis de propriedade do casal. Os livros oficiais das empresas de Báez demonstravam que milhões de dólares eram gastos "para reservar um terço dos quartos dos hotéis dos Kirchner, quer os quartos fossem utilizados ou não". A companhia aérea estatal Aerolíneas Argentinas "garantia outro terço dos quartos, proporcionando um fluxo constante de lucros para os negócios privados do casal presidencial".
Lanata também destacou que Báez, descrito como monopolizando todas as obras públicas na província de Santa Cruz, havia adquirido várias propriedades lá por US$28 milhões em 2007, supostamente tendo sido informado de que a província planejava construir barragens hidrelétricas no local. Ademais, o programa de Lanata exibiu filmagens de câmeras ocultas nas quais um associado de Báez, Leonardo Fariña, admitia envolvimento em uma rede de lavagem de dinheiro que manipulava os lucros provenientes da corrupção governamental. Fariña havia depositado 55 milhões de euros dos recursos de Báez na Suíça e afirmou que Kirchner tinha conhecimento de todas as operações de Báez e era parceiro em todas elas.
Além disso, Lanata revelou que um cofre que abrigava dinheiro e documentos sensíveis foi esvaziado e reconvertido em adega. Um dos trabalhadores que participou da conversão tirou fotos para se proteger, temendo estar envolvido em atividade ilegal. Lanata, de forma sarcástica, parabenizou Báez, que há poucos anos era apenas um funcionário bancário de baixo escalão, por ter acumulado uma fortuna mais rapidamente do que Henry Ford ou Bill Gates.
Lanata também dedicou parte de seu programa aos juízes e promotores argentinos que se mostraram relutantes em prosseguir com o caso, uma vez que ele havia sido transferido para os tribunais de Río Gallegos, conhecidos por terem ligações com os Kirchner.
Em um episódio de agosto de 2013, Lanata acusou que Fernández havia se hospedado nas Seychelles, um paraíso fiscal, em janeiro de 2013, como parte de uma operação de lavagem de dinheiro envolvendo Báez. Uma semana depois, Lanata recebeu em seu programa a jornalista venezuelana Nella De Luca, que afirmou ter se hospedado no mesmo hotel que Fernández nas Seychelles naquela ocasião. Pouco depois que o programa foi ao ar, a Casa Rosada emitiu uma declaração afirmando que o avião de Fernández havia feito uma "parada técnica" nas Seychelles.
Após o relatório de Lanata sobre Báez e as Seychelles, Oscar Parrilli, Secretário-Geral da Presidência, chamou-o de "assassino de mídia", ao que Lanata afirmou à CNN que levaria a questão aos tribunais. Em determinado momento, o governo optou por atenuar o impacto do programa de Lanata agendando partidas noturnas entre os populares times de futebol Boca Juniors e River Plate, justamente no mesmo horário do programa dominical. Inicialmente, mais espectadores assistiram ao programa de Lanata do que às partidas de futebol, porém os índices de audiência posteriormente caíram.

#### Caso Zannini (2013)
Carlos Zannini, o Assessor Jurídico Executivo da administração Kirchner, foi acusado em 2012 de diversos crimes, incluindo desvio de fundos públicos, lavagem de dinheiro e corrupção. De 2003 a 2011, relatou-se que sua riqueza pessoal aumentou quase trinta e oito vezes (em pesos). Uma denúncia a esse respeito foi registrada junto ao juiz Norberto Oyarbide; o caso foi suspenso por um tempo e só recentemente a denúncia foi retomada.
Foi relatado que membros da administração Kirchner e do governo atrasaram o andamento do caso e interferiram de diversas maneiras. Por exemplo, quando Oyarbide ordenou uma busca investigativa na propriedade de Zannini para obter evidências, Carlos Liuzzi, secretário presidencial e subordinado de Zannini, supostamente o chamou e ordenou o cancelamento da busca, oferecendo-lhe um suborno. O chefe do Gabinete, Jorge Capitanich, foi solicitado a comentar a acusação, embora nenhuma resposta clara tenha sido dada. O Secretário de Imprensa, Oscar Parrilli, afirmou que tais acusações eram falsas e que nenhum telefonema foi feito. Contudo, Oyarbide declarou publicamente ter recebido um telefonema de Liuzzi pedindo que a busca fosse interrompida.

### Corrupção política
Vários partidos anunciaram em 2013, sob o slogan "Nunca más a la corrupción" ("Nunca mais à corrupção"), que propunham que o parlamento argentino criasse uma comissão bicameral para investigar a corrupção governamental. Margarita Stolbizer, candidata nas eleições de 2013, divulgou um "Relatório de Corrupção" em agosto de 2013, afirmando: "A corrupção é dramaticamente negra, porque é uma corrupção que custou vidas." Outra candidata, Ricardo Alfonsin, apresentou um conjunto de propostas para aumentar a transparência.
Citanto a descrição do Papa Francisco sobre a corrupção como "uma erva daninha dos nossos tempos que infecta a política, a economia e a sociedade", os editores de La Nación acusaram funcionários argentinos, em outubro de 2013, de "desvio de fundos, suborno, extorsão, enriquecimento ilícito, negociações incompatíveis com o exercício das funções públicas, ocultação e lavagem de dinheiro,... tráfico de influência e apropriação indevida de fundos públicos", e culparam a corrupção oficial por 194 mortes em uma boate em 2004, 51 mortes em um acidente de trem em Once em 2012, e 60 mortes em enchentes em 2013. O jornal também atribuiu deficiências no acesso público à moradia e à saúde a diversas formas de corrupção, desde o desvio flagrante de fundos até a utilização de aeronaves médicas a serviço de funcionários em detrimento dos pacientes.
Em editorial de dezembro de 2013, motivado pelo mau desempenho da Argentina nas classificações de corrupção daquele ano pela Transparency International, os editores de La Nación afirmaram que o governo argentino "incentiva a mentira, a ocultação e a ilegalidade." Eles reclamaram do "muito alto nível de impunidade" para os funcionários corruptos e exigiram que o governo promovesse uma "cultura de transparência" que possibilitasse uma "cultura de legalidade." La Nación tem se desentendido com o governo federal devido a uma injunction emitida em outubro de 2003, que permitia ao jornal continuar, nos anos seguintes, a reivindicar um crédito tributário corporativo expirado sobre os impostos sobre a folha de pagamento; se essa liminar fosse revogada, resultaria em uma dívida tributária de US$50 milhões, incluindo juros.
Houve 25 casos públicos em 2012 nos quais ex e atuais funcionários do governo foram acusados de enriquecimento ilícito. Em setembro de 2013, Ricardo Jaime, que havia sido Secretário de Transporte de Kirchner, recebeu uma sentença suspensa de seis meses de prisão por acusações de omissão de provas em um caso de enriquecimento injusto. O Ombudsman Eduardo Mondino informou, em 2011, ao embaixador dos EUA, Earl Anthony Wayne, sobre alegações de que o governo argentino cobrava uma comissão de 15% em todos os contratos internacionais privados e solicitou que Wayne averiguasse se os lucros estavam sendo depositados em um banco dos EUA. Um CEO alemão também informou ao Ministro do Planejamento, Julio De Vido, que um de seus assessores havia pedido um suborno.

#### Empregos de patronagem
Como exemplo da corrupção política na Argentina, Brink Lindsey, do The Wall Street Journal, observou que o setor público da Província de Tucumán tem sido usado quase exclusivamente para enriquecer políticos e financiar empregos de patronagem. Alega-se que os funcionários eleitos desviam fundos suficientes para criar fortunas para si mesmos, com o salário anual dos legisladores provinciais chegando a aproximadamente US$300.000. Segundo Lindsey, essa corrupção é comum em outras regiões do país. Na Província de Formosa, a mais pobre da Argentina, aproximadamente metade da força de trabalho consta na folha de pagamento do governo, mas muitos comparecem apenas uma vez por mês.
Essa corrupção, segundo Lindsey, contribuiu para a crise financeira da Argentina. Ele observou que, embora muitos culpem o livre mercado pelos problemas do país, são as economias controladas que, na verdade, causaram tais problemas.

#### Secretaria de Inteligência e Batalhão 601
A Secretaria de Inteligência (SI) foi criada pelo presidente Juan Perón em 1946 como a Secretaria de Coordenação de Informações do Estado (CIDE); foi renomeada para SIDE em 1958 e para SI em 2001. Seu primeiro diretor foi Rodolfo Freude, uma das figuras principais das ODESSA e das rotas de fuga dos nazistas após a guerra. Desde sua criação, a SI foi responsável por espionar políticos, jornalistas, intelectuais e sindicalistas, coletando informações que até hoje permanecem "classificadas". Contudo, com a intensificação da Guerra Fria e da violência política de esquerda no início dos anos 1970, a SIDE passou a desempenhar um papel de destaque na perseguição, assassinato e desaparecimento de milhares de pessoas durante a Guerra Sucia na metade dos anos 1970.
A CIA contribuiu para essa política com treinamento de inteligência e assistência técnica, incluindo técnicas de incêndio provocado para "fogos limpos" cuja origem era difícil de detectar. Essa colaboração, assim como arranjos semelhantes com outras ditaduras sul-americanas, ficou conhecida como Operación Condor e foi formalmente implementada em 1975. Inicialmente, a SIDE trabalhou em estreita colaboração com o esquadrão da morte de direita Triple A e, após o golpe de março de 1976, com a unidade de inteligência do Exército, o Batalhão 601. A SIDE operava a instalação de detenção Automotores Orletti em Buenos Aires, onde cerca de 300 pessoas foram mortas, com os bens das vítimas distribuídos entre os torturadores. Dois de seus gestores, o oficial da SIDE Aníbal Gordon e o oficial do Batalhão 601, Raúl Guglielminetti, também haviam feito parte da Triple A e, posteriormente, perpetraram diversos sequestros por resgate. O "Grupo Gordon", como ficou conhecido, atuava com a cooperação de mafiosos, como a família Puccio, e de colegas da SIDE, incluindo Alejandro Encino (cujo sogro, o General Otto Paladino, comandou a SIDE durante a ditadura), o General Eduardo Cabanillas (que comandou o 2º Corpo de Exército na década de 1990) e François Chiappe (um ladrão de bancos condenado e traficante de heroína da Conexión Francesa).
O presidente Raúl Alfonsín, eleito para suceder à ditadura em 1983, buscou desmilitarizar a SIDE nomeando seu primeiro diretor civil e encerrando a parceria com o Batalhão 601. Alguns agentes da SIDE implicados em abusos dos direitos humanos, como Luis Sarmiento, fugiram do país. Outros, entretanto, tentaram infiltrar-se em cargos governamentais sensíveis – notadamente Raúl Guglielminetti, descoberto em 1985 por ter se infiltrado na escolta de segurança do presidente.
O caso mais grave envolvendo irregularidades na agência de inteligência foi o do banqueiro Osvaldo Sivak. Sivak foi sequestrado para resgate por agentes do Batalhão 601 em 1979 e novamente em 1985; seu cadáver enterrado foi encontrado dois anos depois. Uma investigação conduzida pelo Chefe da Polícia Federal, Juan Ángel Pirker, revelou que Sivak foi sequestrado e assassinado por ex-capitães da Polícia Federal que trabalharam tanto para o Batalhão 601 quanto para a SIDE durante a ditadura. Como Sivak era um dos principais arrecadadores de fundos e amigo pessoal do presidente Alfonsín, o assassinato foi interpretado como uma ameaça contra Alfonsín e seus esforços de reforma das duas agências. A "Banda dos Capitães", como ficou conhecida, foi responsável por inúmeros outros sequestros por resgate de alto perfil entre 1978 e 1991, incluindo os de Karina Werthein e de Mauricio Macri. Assim como seus colegas militares e policiais, os agentes de inteligência implicados na Guerra Sucia se beneficiaram das leis Ley de Punto Final e Ley de Obediencia Debida assinadas por Alfonsín em 1987, bem como dos perdões concedidos por Menem em 1990. Muitos, porém, foram condenados na década seguinte à revogação da anistia, com penas de 6 a 25 anos por conspiração criminosa.

#### Falta de transparência
Outro fator central da corrupção oficial na Argentina é a falta de acesso público às informações do governo. Existe um decreto de 2003 que prevê esse acesso, mas ele se aplica apenas às entidades executivas e às empresas que recebem fundos estatais. A Transparency International tem exigido uma lei federal que aumente a transparência e a responsabilização.

#### Setor bancário e lavagem de dinheiro
Diversos casos de grande fraude bancária e desmantelamento de ativos ocorreram na Argentina desde que a desregulamentação bancária foi implementada pela última ditadura em 1977, a maioria dos quais levou à insolvência dos bancos envolvidos; alguns foram resolvidos pelo Banco Central, mas a um custo elevado para os cofres públicos. O caso inicial mais notável foi o da BIR, cujo colapso – um esquema Ponzi de US$3 bilhões em março de 1980 – desencadeou uma crise financeira nacional. Seu presidente, José Trozzo, compartilhava a propriedade do banco com, entre outros, o almirante Emilio Massera (a segunda figura mais poderosa na junta militar durante seus três primeiros anos); Trozzo evitou a justiça fugindo para o México, deixando o último diretor do banco, Raúl Piñero Pacheco, para pagar US$20 milhões em multas do Banco Central.
Outros casos significativos incluem o Banco Internacional (1981), que colapsou sob US$1,2 bilhão em fraude em valores mobiliários orquestrada por seu presidente, Rómulo Seitún, levando à falência da maior empresa agroindustrial da época, Sasetrú; o Banco Alas, o 13º maior do país, que foi fechado em 1986 por fraudar o Banco Central; o Banco Mayo (1998), cujo colapso de US$200 milhões resultou na condenação do ex-presidente da DAIA, Rubén Beraja; o Banco República (1999), cujo presidente Raúl Moneta obteve um redescuento de US$89 milhões do Banco Central quatro dias antes do colapso do banco e teve uma dívida tributária de US$26 milhões perdoada, mesmo fugindo do país; e o Banco Velox (2002), cujos proprietários, os irmãos Peirano Basso, transferiram US$800 milhões em depósitos para um banco offshore nas Ilhas Cayman, levando à insolvência do Velox, do Banco Alemán (no Paraguay) e do Banco Montevideo (no Uruguai). Com exceção de Rubén Beraja (que é judeu), os presidentes envolvidos em cada um desses colapsos bancários eram membros do grupo católico romano de direita, Opus Dei.
Outra grande categoria de corrupção tem sido a lavagem de dinero. Em um cabo de março de 2009, a Embaixada dos EUA em Buenos Aires relatou a controvérsia em torno da nova lei de anistia fiscal da Argentina e as alegações de políticos da oposição de que ela facilita a lavagem de dinheiro. O Grupo de Ação Financeira (FATF) informou à imprensa argentina que "não basta ter uma boa lei, é preciso aplicá-la." Em 2011, contudo, a Transparency International elogiou a Argentina por uma lei promulgada naquele ano que reconhece a lavagem de dinheiro como infração autônoma e prescreve punições substanciais, e em outubro de 2014 o FATF retirou a Argentina da sua "lista cinza" e observou a melhoria do controle governamental sobre a lavagem de dinheiro.
A gravidade da questão foi ressaltada novamente por um incêndio, em fevereiro de 2014, em um depósito de registros corporativos no sul de Buenos Aires, de propriedade da Iron Mountain Incorporated, com sede nos EUA. O incêndio, que matou nove bombeiros e um oficial de defesa civil, ocorreu após acusações do órgão de arrecadação da AFIP de que a Iron Mountain South America Ltd. e a Iron Mountain Chile S.A. são empresas de fachada operando a partir de paraísos fiscais. Investigações sobre lavagem de dinheiro foram iniciadas contra 24 empresas (de um total de 642) com documentação armazenada no depósito. Incêndios semelhantes ocorreram recentemente em quatro instalações da Iron Mountain na América do Norte e na Europa.

#### Evasão fiscal
A evasão fiscal tem sobrecarregado as finanças públicas da Argentina há muito tempo, transferindo o ônus para as classes média e trabalhadora por meio de altos imposto sobre valor agregado (mais fáceis de arrecadar). Melhorias na fiscalização desde a década de 1990 amenizaram o problema em comparação ao seu pico nos anos 1980, quando metade de todas as obrigações fiscais (e a maioria dos impostos de renda) eram evadidas. No entanto, Hernán Arbizu, ex-executivo do JP Morgan Chase, testemunhou em 2013 e 2014 como empresas e clientes ricos na Argentina ainda evitam pagar bilhões de dólares em impostos utilizando bancos locais e casas de câmbio. Entre os implicados estavam o Grupo de Mídia Clarín; a empresa de energia Petrobras Argentina; a distribuidora de eletricidade Edesur; a falecida María Amalia Lacroze de Fortabat e seu executor, o deputado Alfonso Prat-Gay; o ex-presidente da YPF, Sebastián Eskenazi; e o falecido apresentador de televisão Bernardo Neustadt.
Durante seu depoimento, Arbizu descreveu como ajudava clientes a transferir fundos para contas offshore (principalmente na Suíça), utilizando escritórios de banca privada e brechas legais. Ele afirmou que cerca de US$85 bilhões foram transferidos da Argentina para aproximadamente 4.000 dessas contas como parte de um esquema massivo iniciado em 2000, resultando em perdas fiscais de 60 bilhões de pesos (US$7 bilhões); com exceção do Banco Credicoop, todos os 60 principais bancos da Argentina, incluindo várias agências de bancos estrangeiros, estiveram envolvidos.
Outro caso semelhante foi o do HSBC Bank Argentina, que o escândalo SwissLeaks de 2014 revelou ter facilitado a evasão fiscal de US$3,8 bilhões por mais de 4.000 titulares de contas locais. Consequentemente, o órgão de arrecadação da AFIP fez com que os tribunais emitissem um mandado de prisão internacional contra Miguel Abadi, cujo fundo GEMS representava pelo menos US$1,4 bilhão desse total.

#### Grupos de mídia
Os maiores conglomerados de mídia na Argentina, particularmente o Grupo Clarín e La Nación, opõem-se às leis antitruste aprovadas durante a administração de Cristina Kirchner para substituir as leis de propriedade de mídia promulgadas em 1980, sob a última ditadura. A consolidação de mídia tornou-se a maior ameaça à liberdade de imprensa na Argentina e em outros países da América Latina, de acordo com o Relator Especial da ONU sobre Liberdade de Expressão, Frank LaRue, e com a FIJ. A maioria dos jornalistas entrevistados em uma pesquisa do Fórum de Jornalismo Argentino (FOPEA) de 2011 considerou a nova lei um progresso parcial ou mesmo substancial em comparação com a anterior.
A propriedade compartilhada pelo Grupo Clarín, La Nación e pelo Governo argentino na Papel Prensa (o maior produtor de papel jornal na Argentina) também tem sido motivo de controvérsia. A administração alegou que a venda da Papel Prensa pela família do falecido David Graiver em 1976 ocorreu por meios ilícitos e em conluio com a ditadura. O governo apresentou um relatório em 2010 afirmando que, durante a Guerra Sucia, os Graiver foram coagidos a vender a produtora de papel jornal a um preço de barganha. Outra fonte de conflito entre o governo e seus parceiros privados na Papel Prensa foi uma escala de preços preferencial que permitia a La Nación e aos inúmeros diários do Grupo Clarín comprar papel jornal com um desconto de 25%, enquanto outros diários pagavam preços baseados em importações caras do Chile; prática que foi declarada ilegal em 2010.
O Grupo Clarín e La Nación também se desentenderam com os reguladores federais a respeito de um caso de fraude em valores mobiliários cometido pelo Grupo Clarín contra fundos de pensão detentores de ações do Clarín, e pelo uso continuado, desde 2003, de um crédito tributário corporativo expirado sobre os impostos de folha de pagamento (no valor de mais de US$50 milhões) no caso de La Nación.

#### Produtos farmacêuticos e narcóticos
No final de 2008, a então Ministra da Saúde da Argentina, Graciela Ocaña, informou ao embaixador dos EUA, Anthony Wayne, que a corrupção no setor farmacêutico era um dos inúmeros grandes problemas que afetavam o sistema de saúde do país. Citando alegações de manipulação de preços e produtos fraudulentos, Ocaña exigiu maior transparência por parte da agência responsável pela distribuição de medicamentos. Além disso, o governo argentino estava adquirindo "medicamentos fraudulentos" de fabricantes que haviam contribuído para a campanha eleitoral de Fernández em 2007. Ocaña afirmou que era um desafio administrar seu ministério de forma eficaz quando os recursos destinados à saúde pública eram, na verdade, desviados para "outros lugares."
Um relatório de 2013 do Departamento de Estado dos EUA indica que o governo argentino não produz nem incentiva ativamente a produção de narcóticos. No entanto, "vários membros das forças de segurança, incluindo oficiais de alta patente," foram acusados em 2012 de tráfico de cocaína e maconha em grande escala ou de proteger esquemas de tráfico.

#### Financiamento político
Outra área com extensa corrupção na Argentina é o financiamento político. Há uma insuficiente transparência e responsabilização, e embora a legislação recentemente aprovada proíba doações de empresas para campanhas políticas, existem maneiras para que as empresas contornem a lei e cubram despesas não relacionadas à campanha de políticos e partidos. Os titulares também desfrutam de vantagens significativas.
O financiamento de campanhas pode ter origem no exterior. NML Capital Limited, o fundo abutre com sede nas Ilhas Cayman que exigiu US$832 milhões por títulos argentinos adquiridos por US$49 milhões no mercado secundário em 2008, foi identificado em 2013 como o principal financiador da ONG administrada pela deputada Laura Alonso, do partido de direita PRO; essa ONG – e a deputada Alonso – haviam estado ativamente fazendo lobby a favor da NML até então.

#### Integridade judicial
Os tribunais argentinos "são lentos, ineficientes e vulneráveis à corrupção e à influência do poder executivo", de acordo com um relatório de 2013 da The Heritage Foundation. A percepção geral é de que muitos membros do judiciário são indicados politicamente e mantêm uma estreita relação com o poder executivo. Outro grande problema é que o sistema judicial sofre de ineficiências, atrasos e suporte administrativo insuficiente. É prática comum que funcionários do governo ofereçam cargos políticos a juízes responsáveis por casos importantes, desviando assim os processos.
O Centro de Estudos e Prevenção de Crimes Econômicos observou que os casos de corrupção na Argentina levam, em média, 14 anos para serem resolvidos. De 750 casos julgados durante certo período, apenas 15 resultaram em condenações. Isso é atribuído à "neutralização" da fiscalização governamental por parte de Fernández, realizada ao "conceder cargos de auditoria a aliados comprometidos por conflitos de interesse."
La Nación acusou o governo em outubro de 2013 de buscar "impor uma reforma judicial absurda" destinada, em grande parte, a "garantir a impunidade dos que estão no poder." O jornal também acusou o governo de alterar a "reforma" dos códigos civil e comercial para aumentar a impunidade dos funcionários públicos, "distorcendo assim a iniciativa original."
Em novembro de 2013, o Tribunal de Recursos Criminais cancelou a acusação contra 25 indivíduos – ex-ministros e altos funcionários do governo Menem – acusados de receber bônus indevidos. A acusação foi cancelada sob o argumento de que o direito ao devido processo dos réus fora violado. Entre os acusados estavam o ex-Ministro do Trabalho José Armando Caro Figueroa, o ex-Ministro da Justiça Elias Jassan, a ex-Secretária do Interior Adelina D'Alessio de Viola e o ex-Secretário de Comércio e Investimento Carlos Sánchez. O caso foi remetido a um tribunal inferior.

## Percepções públicas
Em julho de 2013, 72% dos argentinos acreditavam que a corrupção em seu país havia aumentado no ano anterior, sendo políticos e partidos identificados como as instituições mais corruptas.

### Protestos de rua em Buenos Aires (novembro de 2012)
Milhares de argentinos saíram às ruas de Buenos Aires em novembro de 2012 para protestar contra seu governo, portando cartazes com as inscrições: "Parem a onda de argentinos mortos pelo crime, chega de corrupção e digam não à reforma constitucional." The Guardian apontou que os argentinos sofriam com "assaltos cada vez mais ousados a residências, nos quais bandas armadas mantêm famílias reféns até que as vítimas entreguem o dinheiro que muitos guardavam em casa desde que o governo congelou as contas de poupança e desvalorizou a moeda. A vasta maioria dos crimes nunca é solucionada, enquanto o número de mortos continua aumentando."

### Protestos nacionais (abril de 2013)
Manifestação nacional em 18 de abril de 2013 concentrou-se amplamente na corrupção e no "sentimento de impunidade oficial." "Uma onda gigante de manifestantes pacíficos tomou as ruas da Argentina", relatou The Guardian, "batendo colheres contra panelas, em um comício que atraiu multidões ainda maiores do que uma manifestação de massa semelhante em novembro, contra a corrupção, a inflação e a insegurança sob Cristina Fernández de Kirchner." Organizado via Facebook e Twitter, o comício "foi alimentado pela raiva contra a reforma judicial que estava sendo empurrada pelo Congresso, o que poderia dar ao governo controle virtual dos tribunais" e ocorreu após "alegações de que empresários lavavam dezenas de milhões de euros obtidos em contratos de obras públicas por meio de contas offshore." Os manifestantes portavam cartazes com as inscrições "Argentina, acorde!" e "Corrupta Cristina."

### Preocupações de potências estrangeiras
Em 2011, cabos vazados revelaram que diplomatas dos Estados Unidos, Alemanha, Espanha e Finlândia estavam cada vez mais preocupados com os níveis crescentes de corrupção. Em maio de 2008, por exemplo, o Secretário-Geral do gabinete espanhol, Bernardino León, foi citado em um cabo vazado afirmando que as empresas espanholas que atuavam na Argentina estavam cada vez mais apreensivas com os sentimentos populistas e a polarização do governo argentino, assim como com o nível de corrupção na rede Kirchner. Em fevereiro de 2008, o embaixador alemão Wolf Rolf Schumacher também expressou preocupação com a atitude da administração de Cristina Kirchner em relação à corrupção.

## Instituições anticorrupção
As principais entidades governamentais encarregadas de combater a corrupção oficial são a Procuradoria Geral e o Gabinete Anticorrupção. Existem entidades semelhantes em cada província e também no governo municipal de Buenos Aires.
A Transparency International reclamou que agências como o Gabinete Anticorrupção, a Procuradoria Geral e a Controladoria Geral "precisam de um mandato mais robusto para responsabilizar os funcionários públicos" e devem "ser independentes e mais proativas em investigações de corrupção."
Cabos vazados revelaram que, em 2007, o Dr. Abel Fleitas Ortiz de Rozas, então chefe do Gabinete de Anticorrupção da Argentina, informou ao embaixador dos EUA sobre os desafios que o país enfrentava no combate à corrupção, dentre os quais estavam a tolerância percebida à corrupção, a falta de transparência e um sistema legal ineficaz.

### Manuel Garrido
Um relatório de maio de 2009 apontou que o principal Procurador da Promotoria Nacional para Investigações Administrativas da Argentina, Manuel Garrido, iniciou mais de cem investigações, mas durante um período superior a cinco anos não obteve nenhuma condenação. Após sua renúncia em março de 2011, Garrido foi substituído por Julio Vitobello, um amigo próximo dos Kirchner, conhecido por organizar partidas de futebol em sua residência. Entre os casos em que Garrido esteve envolvido estavam a suposta manipulação do INDEC pelo Guillermo Moreno; o escândalo Skanska, em que a empresa faturava com notas fiscais falsas; o caso de uma mala literal de dinheiro encontrada no escritório de Felisa Miceli; as alegações de enriquecimento ilícito de Néstor Kirchner e Daniel Marx; um contrato para instalações de cabos elétricos firmado por uma empresa com ligações próximas aos Kirchner; e contratos para reparos ferroviários vencidos por Ricardo Jaime, o Secretário de Transporte.
Garrido também apresentou denúncias criminais contra Claudio Uberti, implicado no escândalo "Valijagate", no qual se alegava que Hugo Chávez canalizara dinheiro venezuelano para a campanha de Cristina Kirchner, e contra Jorge Simeonoff por suposto conluio em negociações contratuais para obras rodoviárias.